# Nour El Houda Ettaieb
Nour El Houda Ettaieb, née le 15 octobre 1996, est une rameuse d'aviron tunisienne. Elle est la sœur jumelle du rameur Mohamed Taieb.

## Carrière
Nour El Houda Ettaieb est médaillée de bronze en deux de couple poids légers aux championnats d'Afrique 2012 à Alexandrie. En 2013, Nour El Houda Ettaieb remporte la médaille d'or en deux de couple juniors avec Khadija Krimi et la médaille de bronze en skiff poids légers ainsi qu'en deux de couple poids légers avec Meriem Boubakri aux championnats d'Afrique à Tunis.
En 2014, elle remporte la médaille d'or en relais et la médaille d'argent en skiff lors des Jeux africains de la jeunesse,. Qualifiée pour les Jeux olympiques de la jeunesse, elle se classe à la quinzième place en finissant troisième de la finale C (100 mètres). Lors des championnats d'Afrique, elle est médaillée d'argent en deux de couple, médaillée d'or en skiff juniors et en deux de couple juniors.
Elle se qualifie ensuite pour les Jeux olympiques de 2016 aux côtés de Khadija Krimi et de son frère Mohamed avant d'être médaillée d'argent en deux de couple et en deux de couple poids légers aux championnats d'Afrique 2015.
Éliminée des Jeux olympiques au terme de la finale D, elle remporte toutefois le flambeau olympique remis par le Comité national olympique tunisien dans la catégorie « jeunes talents filles ». Elle est par ailleurs médaillée de bronze en deux de couple au championnat du monde d'aviron de mer en 2016.
Aux championnats d'Afrique 2017, elle obtient la médaille d'argent en skiff poids légers et en deux de couple ; elle remporte aussi dans les épreuves réservées au moins de 23 ans la médaille d'or en skiff poids légers et en deux de couple.
En 2019, elle remporte la médaille de bronze en skiff 1 000 mètres des Jeux africains, puis la médaille d'or en deux de couple et la médaille d'argent en deux de couple poids légers des championnats d'Afrique 2019, se qualifiant ainsi pour les Jeux olympiques de 2020.